# Alan J. Perlis
Alan „Al“ Jay Perlis (* 1. April 1922 in Pittsburgh, Pennsylvania; † 7. Februar 1990 in New Haven, Connecticut) war ein US-amerikanischer Informatiker, der maßgeblich dazu beigetragen hat, Computer Science als eigenständiges Studienfach an amerikanischen Universitäten zu etablieren. Er erhielt 1966 als erster Preisträger den Turing Award.

## Leben
Perlis machte seinen Bachelor in Chemie 1943 am Carnegie Institute of Technology (später Carnegie Mellon University) in Pittsburgh, Pennsylvania, und 1949 seinen Master in Mathematik am Massachusetts Institute of Technology (MIT) in Cambridge. Dort promovierte er auch 1950 mit der Arbeit On Integral Equations, Their Solution by Iteration and Analytic Continuation bei Philip Franklin, und wirkte anschließend am Computerprojekt Whirlwind mit (kurzzeitig unterbrochen durch seine Arbeit am Ballistic Research Laboratory im Aberdeen Proving Ground).
Von 1952 bis 1956 war er an der Purdue University in West Lafayette, Indiana, als Assistant Professor für Mathematik tätig. Während dieser Zeit richtete er das Computerlabor der Universität ein. 1956 wechselte er an das Carnegie Institute of Technology, wo er zunächst als Professor für Mathematik und gleichzeitig als Direktor des Computation Center der Universität wirkte. Ab 1958 bot er erste Lehrveranstaltungen zur Programmierung an, und ab 1960 leitete er die Fakultät für Mathematik. Mit Allen Newell, Herbert A. Simon und anderen richtete er das interdisziplinäre Systems and Communications Sciences-Programm ein. In den Jahren 1962 bis 1965 entwickelte er ein Curriculum für ein neues Fach, das Computer Science genannt wurde. Es entspricht der Informatik in Deutschland. Er wurde der erste Leiter des 1965 gegründeten Departments für Computer Science der Carnegie-Mellon Universität. Von 1971 an hat er als Professor für Informatik das neue Department für Computer Science der Yale University in New Haven, Connecticut, mit aufgebaut, das er von 1976 bis 1977 und von 1978 bis 1980 auch leitete, unterbrochen von einer Gastprofessur am California Institute of Technology.

## Leistungen
Schwerpunkt der wissenschaftlichen Arbeit von Alan J. Perlis waren der Bau von Compilern sowie vor allem der Entwurf von Programmiersprachen. Er hat mehrere Compiler für mathematische Formelsprachen entwickelt, darunter von 1955 bis 1957 den Internal Translator (IT) für den Rechner IBM 650. Er war ferner am Entwurf der Programmiersprachen Algol 58 und Algol 60 beteiligt, die einen wesentlichen Einfluss auf die Entwicklung moderner Programmiersprachen hatten. Gemeinsam mit Renato Iturriaga hat er 1962 Formula ALGOL entwickelt, eine Erweiterung von Algol für symbolische Mathematik. Außerdem hat er die Programmiersprache Language for Conversational Computing (LCC) für den Rechner IBM 360/367 entworfen. Berühmt wurde er auch durch den häufig zitierten Artikel Epigrams in Programming, den er 1982 in der Zeitschrift SIGPLAN der ACM veröffentlichte. Er enthält zahlreiche Epigramme, in denen er auf humorvolle Weise seine Erkenntnisse als Informatiker zusammenfasst.
Zu Perlis' Doktoranden gehören die späteren Informatikprofessoren Gary Lindstrom, Zohar Manna, David Parnas und Mary Shaw.
Sein schriftlicher Nachlass findet sich am Charles Babbage Institute der University of Minnesota in Minneapolis.

## Ehrungen
Für seine wissenschaftlichen Leistungen erhielt Alan J. Perlis 1966 den ersten Turing-Preis der ACM. 1984 wurde er mit dem AFIPS Education Award ausgezeichnet, 1985 erhielt er den Pioneer Award des IEEE. Vier Universitäten verliehen ihm die Ehrendoktorwürde. Er war Mitglied der American Academy of Arts and Sciences (1974) sowie der National Academy of Engineering der USA. Von 1962 bis 1964 war er Präsident der ACM, nachdem er zuvor seit 1958 der erste Herausgeber der Communications of the ACM gewesen war.

## Werke
- Epigrams in Programming. In: Association for Computing Machinery (Hrsg.), SIGPLAN Notices 17(9), September 1982.